# Joseph-Jean-Baptiste Hallé
 (mai 2024).
Si vous disposez d'ouvrages ou d'articles de référence ou si vous connaissez des sites web de qualité traitant du thème abordé ici, merci de compléter l'article en donnant les références utiles à sa vérifiabilité et en les liant à la section « Notes et références ».
Pour les articles homonymes, voir Hallé.
Joseph-Jean-Baptiste Hallé, né le 9 décembre 1874 à Notre-Dame-de-Lévis et mort le 07 octobre 1939 à Hearst, est le premier évêque titulaire de Pétrée, diocèse de Hearst, vicaire apostolique de l'Ontario Nord de 1918 à 1938.

## Biographie
Après ses études classiques au collège de Lévis de 1887 à 1894, il séjourna une année au Grand séminaire de Québec et deux ans comme professeur à son Alma Mater.
Le 19 septembre 1897, il est ordonné prêtre. 
De 1912 à 1915, il est professeur de théologie.
Il est nommé préfet apostolique de l'Ontario Nord en 1918.
Joseph Hallé est nommé vicaire apostolique le 4 décembre 1920.
Le 16 décembre 1920, il est nommé évêque titulaire de Theveste (de), puis, deux jours après, évêque titulaire de Perrhe (de). Il est consacré le 17 avril 1921 par Louis-Nazaire Bégin avec comme co-consécrateurs Charles-Hugues Gauthier (en) et Arthur Béliveau (de).
Il démissionne 3 décembre 1938 de son poste de vicaire apostolique au Canada.
Hospitalisé à Québec, il meurt le 7 octobre 1939 et est inhumé dans la cathédrale de Hearst le 13 octobre.